# Lombroso (album)
Lombroso è il primo disco dell'omonimo gruppo musicale, uscito nel 2004 per la Mescal.

## Tracce
1. Esercizio mentale
2. Il miglior tempo
3. Coinvolto completamente
4. Attimo
5. Una ragione credibile
6. Io credo
7. Oggi è un giorno semplice
8. Non è quello che vorrei
9. Latoscuro
10. Hai ragione tu
11. È come se